# Еврейский голос за мир
«Еврейский голос за мир» (англ. Jewish Voice for Peace, сокр. JVP) — американское левое радикальное антисионистское и антиизраильское движение. Определяет себя как прогрессивное и еврейское, хотя часть его участников не являются евреями. Обвиняя Израиль в апартеиде, JVP действует в партнёрстве с палестинскими организациями, выступая за бойкот Израиля и искоренение сионизма. JVP часто обвиняется в антисемитизме, в ответ заявляя, что не считает антисионизм антисемитизмом.

## Руководство и лидеры
JVP был основан в 1996 году группой выпускниц Калифорнийского университета в Беркли: Джулией Каплан, Джулией Ини и Рейчел Айзнер. Из членов организации наиболее известны философы Джудит Батлер и Ноам Хомский, а также писатель Тони Кушнер; все они последовательно выступают с критикой израильского правительства.
В настоящее время исполнительным директором «Еврейского голоса за мир» является Стефани Фокс, выступившая в начале 1990-х годов одной из основательниц семитской неоязыческой группы «дом Ашеры», совмещавшей язычество и феминизм в рамках движения «Jewitchery».

## Политическая позиция
«Еврейский голос за мир» занимает радикальную антиизраильскую позицию, что проявляется в его участии в кампании по бойкоту Израиля (BDS), готовности сотрудничать с организациями, отрицающими право Израиля на существование, и отказе поддержать решение палестино-израильского конфликта на основе принципа «двух государств». Организация наиболее популярна в американской студенческой среде левых взглядов.
JVP поддерживает палестинскую версию событий «Накбы» (определяющую создание Государства Израиль как «катастрофу»), а также палестинское «право на возвращение», которое, как отмечают критики, в случае его реализации будет означать ликвидацию Израиля как национального государства еврейского народа.
Организация последовательно проводила демонстрации и участвовала в акциях против военной политики Израиля, где использовалась символика, сравнивающая Израиль с нацистской Германией, и лозунги, выражавшие поддержку таких террористических группировок, как ХАМАС и Хезболла. JVP не осуждал эти практики и не пытался дистанцироваться от них. В разгар второй интифады JVP выпустил плакат с изображением террористки Лейлы Халед и надписью «Интифада Лехаим», направленный, по оценке критиков, на нормализацию идеи вооружённых восстаний против Израиля, включавших в себя теракты смертников, а также нападения с использованием ножей и огнестрельного оружия.
JVP регулярно оправдывает насилие со стороны палестинцев, а также поддерживает и защищает палестинских террористов, таких как Ахмед Саадат и Расмеа Одех; последняя выступила на собрании JVP в 2017 году и была охарактеризована на сайте движения как «палестинский организатор». В октябре 2015 года JVP назвал рост числа антиизраильских терактов «палестинским народным сопротивлением», восхваляя «новое поколение палестинцев… массово восстающих против жестоких действий Израиля». Организация пропагандирует ложные утверждения о том, что мечеть Аль-Акса находится в опасности, часто используемые палестинскими националистами для оправдания нападений на израильских граждан.

## Использование еврейства для легитимизации антисионизма
JVP использует свою еврейскую идентичность, чтобы оградить антиизраильское движение от обвинений в антисемитизме и придать ему легитимность, заявляя, что его еврейский характер даёт группе «особую легитимность в выражении альтернативного взгляда на американские и израильские действия и политики» и способность отличать «настоящий антисемитизм от циничного манипулирования этим вопросом». Как выразился активист JVP Марк Ганнери, «евреям может сойти с рук гораздо больше критики в адрес Израиля, чем неевреям. Вместо того, чтобы прятаться от этих привилегий и вести себя так, будто их нет, мы можем одновременно признавать, переворачивать и эксплуатировать их».
Со временем «Еврейский голос за мир» начал всё чаще ссылаться на свою еврейскую идентичность в попытке напрямую противостоять американской еврейской общине по поводу её позиции по палестино-израильскому конфликту. JVP выступал с заявлениями, адресованными лидерам еврейских организаций; его различные отделения устраивали акции протеста внутри и снаружи офисных зданий, принадлежащих еврейским учреждениям и организациям США. Так, в 2006 году JVP провёл демонстрацию в Сакраменто против Американо-израильского комитета по общественным связям, заявляя, что комитет «не говорит от их лица». Как заявляла исполнительный директор JVP Ребекка Вилкомерсон, одна из целей её организации по отношению к американским евреям — «вбивать клин, заявляя, что в еврейской общине нет согласия по этим вопросам». По выражению активистки и спикера JVP Хайке Шоттен, её организация «вбивает клин между сионизмом и иудаизмом».
Отмечалась склонность организации к реинтерпретации иудаизма и его традиций в пропалестинском ключе. JVP целенаправленно использует еврейскую культуру и ритуалы, чтобы убедить своих сторонников в том, что противостояние Израилю не противоречит еврейским ценностям, а фактически соответствует им. Так, весной 2012 года «раввинский совет» JVP опубликовал пасхальную Агаду, в которой одна из традиционных чаш вина была посвящена движению BDS, а к тарелке седера была добавлена оливка в честь «борьбы палестинцев». В 2021 году организация выпустила брошюру, в которой утверждала, что евреи не должны произносить молитвы на иврите (традиционном языке еврейской молитвы), потому что слышать этот язык было бы «глубоко травмирующим» для палестинцев. Вместо этого предлагалось молиться на английском или арабском языке.

## Неевреи в «Еврейском голосе за мир»
Вместе с тем, «Еврейский голос за мир» открыт для неевреев, и некоторые его члены не являются евреями. На странице часто задаваемых вопросов на сайте JVP в ответ на вопрос «Должен ли я быть евреем, чтобы присоединиться к JVP?» было указано: «Нет. В JVP нас вдохновляют еврейские ценности и традиции, призывающие к миру и справедливости. В то же время мы приветствуем как евреев, так и союзников, которые выступают за прекращение израильской оккупации и выступают против антиеврейской ненависти, антиарабского расизма и исламофобии».

## Кампании за бойкот Израиля
Будучи одним из основных организаторов акций в рамках кампании по бойкоту, деинвестированию и санкциям против Израиля (BDS), «Еврейский голос за мир» стремился добиться продажи израильских активов корпорациями, высшими учебными заведениями и церквями, включая Пресвитерианскую церковь США. JVP участвовал в инициативе BDS «мы деинвестируем», в результате которой американская компания TIAA-CREF, управляющая пенсионными накоплениями, исключила из своего Фонда социального выбора компании Caterpillar и Veolia за их сотрудничество с Израилем. JVP также проводил кампанию против израильской компании SodaStream (производителя аппаратов для изготовления газировки в домашних условиях).
В феврале 2023 года JVP подписал заявление, «приветствующее историческое заявление городского совета Барселоны о приостановке всех институциональных отношений с апартеидным Израилем». JVP призвал к эмбарго на поставки оружия «апартеидному Израилю», прекращению торговли с «незаконными колониальными поселениями Израиля» и прекращению проектов и соглашений, которые поддерживают «текущую незаконную ситуацию», включая Соглашение об ассоциации ЕС-Израиль, Совет ассоциации ЕС-Израиль, международные соглашения о газопроводах через побережье Газы и проект Евро-Азиатского межсетевого соединения, получающий электроэнергию от «израильского колониального поселенческого предприятия».

## Кампании против военных операций Израиля

### «Литой свинец» (2008—2009)
«Еврейский голос за мир» резко критиковал израильскую операцию «Литой свинец», назвав её «оппортунистической программой ради краткосрочной политической выгоды ценой огромного количества палестинских жизней» и заявив, что действия Израиля «незаконны и аморальны, и должны быть осуждены самым решительным образом». JVP присоединился к антиизраильским маршам и демонстрациям во ряде городов, включая Расин и Сиэтл.

### «Нерушимая скала» (2014)
Во время военной операции «Нерушимая скала», направленной против объектов, туннелей и руководства ХАМАС в секторе Газа, JVP организовал митинги и демонстрации протеста против операции по всей территории США. Некоторые из этих демонстраций были организованы возле еврейских учреждений из-за их поддержки военной операции Израиля. Выражая протест против этого, члены JVP врывались в офисы еврейских организаций, преследуя их лидеров. Организация выступила организатором и участником демонстраций, где израильская военная операция сравнивалась с Холокостом, а сам Израиль объявлялся «еврейским террористическим государством».

### «Война железных мечей» (c 2023)
После нападения ХАМАС на Израиль (2023) JVP счёл «корневой причиной» теракта «израильский апартеид и оккупацию, а также соучастие Соединённых Штатов в этом угнетении», заявив при этом: «угнетенные люди повсюду неизбежно будут искать — и обретать — свою свободу». «Еврейский голос за мир» поддержал в социальных сетях «последнюю беспрецедентную волну сопротивления» палестинцев, но позже, в ответ на запрос газеты The Forward, отказался от поддержки в Twitter поста с приглашением на митинг, призывавшего «защищать палестинское сопротивление» и «почтить мучеников Палестины».
JVP активно выступил против ответной военной операции Израиля, потребовав от правительства США «немедленно предпринять шаги по прекращению военного финансирования Израиля и привлечь израильское правительство к ответственности за грубые нарушения прав человека и военные преступления против палестинцев». 18 октября организация провела свою самую масштабную акцию — штурм Капитолия, ворвавшись в одно из зданий Конгресса США (офисное помещение Кэннон Хаус) и потребовав немедленного прекращения огня.

## Взаимодействие с Международным уголовным судом
В марте 2021 года JVP приветствовал решение Международного уголовного суда (МУС) начать официальное расследование предполагаемых военных преступлений, совершённых Израилем в «Государстве Палестина». По мнению JVP, «расследование Международного уголовного суда является долгожданным и необходимым шагом к привлечению израильского правительства к ответственности за вопиющие и продолжающиеся нарушения палестинских прав человека и международного права… Мы продолжим борьбу за прекращение израильского режима апартеида и за будущее, в котором все палестинцы и израильтяне будут жить в условиях равенства, свободы и справедливости».
28 ноября 2022 года JVP и 197 других региональных и международных организаций направили открытое письмо прокурору МУС Кариму Хану, призывая его «расследовать и сдерживать израильский режим апартеида». В письме говорится: «Несмотря на ограниченность ресурсов Суда и бюджетные сложности, а также рабочую нагрузку и проблемы вашего офиса, мы вынуждены подчеркнуть, что палестинские жертвы заслуживают правосудия и требуют такого же внимания, как и в других ситуациях… мы продолжим наше сотрудничество с Вашим офисом и поддержку Вашего расследования ситуации в Государстве Палестина».

## Финансирование
«Еврейский голос за мир» не раскрывает источники своего финансирования. По ограниченной финансовой информации, имеющейся в общедоступных документах Налогового управления США, израильская НКО NGO Monitor смогла установить данные приблизительно о трети спонсоров JVP в 2019—2021 годах, внесших сотни тысяч долларов. Ими оказались:
- Фонд «Кафан» (основанный Шелдоном Кафаном[англ.]), финансирующий, наряду с JVP, Центр по конституционным правам[англ.], также ведущий антиизраильскую деятельность;
- Фонд братьев Рокфеллеров[англ.], предоставляющий гранты и другим НКО антиизраильской направленности, включая «Международная защита детей — Палестина»[англ.] (член сети организаций НФОП), «Палестинское общество медицинской помощи»[англ.], «Аль-Шабака»[англ.] и юридический центр «Адала»[англ.].
- Фонд «Китиплас», зарегистрированный в штате Делавэр и оформивший в штат всего одного сотрудника.
- Фонд Мэтью Дж. Крэйна (ранее судимого за налоговые преступления), делающий крупные пожертвования только JVP.
- «Центр политики открытого общества», один из фондов «Открытое Общество», принадлежащих Джорджу Соросу, также предоставляющий гранты ряду крайне левых НКО, активно критикующих Израиль.
- Благотворительный фонд Вивиан и Пола Олум, также предостающий гранты фонду «Новый Израиль»[англ.], финансирующему, в свою очередь, палестинские и крайне левые израильские НКО.

В 2025 году организация была оштрафована на 677,6 тысяч долларов, после того как расследование, открытое офисом окружного прокурора в Вашингтоне, установило, что она получила кредит на основании Закона о помощи пострадавшим от пандемии, ложно указав, что не занимается политической деятельностью.